# Robert Blackwill

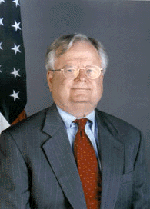
Robert Blackwill

Robert Dean Blackwill (* 8. August 1939 in Kellogg, Shoshone County, Idaho) ist ein ehemaliger US-amerikanischer Diplomat.

## Leben
1964–1966 nahm Blackwill als Freiwilliger an einem Friedenscorps in Malawi teil. 1967 trat er dann in den diplomatischen Dienst ein. Nach ersten Diensten im Innendienst wurde er 1970 an die Botschaft im kenianischen Nairobi berufen und studierte Suaheli. 1972–1975 war Blackwill wieder in Washington tätig. 1975–1978 war er Militärattaché an der US-Botschaft in London. Dem folgten zwei Jahre als politischer Berater in Tel Aviv. 1979 wurde Blackwill Westeuropa-Direktor United im States National Security Council. 1981 folgte die Berufung zum Principal Deputy Assistant Secretary for Political-Military Affairs, 1982 zum Principal Deputy Assistant Secretary for European Affairs. Ab 1983 folgte eine Auszeit im diplomatischen Dienst als Dekan an der John F. Kennedy School of Government der Harvard-Universität. Blackweill er US-Chefunterhändler bei den Verhandlungen zur Reduzierung konventioneller Truppen in Europa. 1989 machte ihn Präsident George Bush zu seinem persönlichen Berater für Fragen der deutschen Vereinigung, wofür er auch das Bundesverdienstkreuz erhielt. Er war hierbei der Mentor von Condoleezza Rice.
Während der Clinton-Jahre war er erneut an der Harvard University tätig. Ab 2001 war er Botschafter der Vereinigten Staaten in Indien und sorgte dort für die Aufhebung der seit 1998 geltenden US-Sanktionen.
Ab 2003 war er im Irak an der Übergabe der Macht von den USA an Iraker beteiligt; er galt als Unterstützer des säkularen Iyad Allawi. Zu Ende der ersten Amtszeit Bushs schied er aus dem diplomatischen Dienst aus und arbeitete jetzt für eine Lobbyfirma, als Präsident von Barbour Griffith Rogers International in Washington.

## Werke
- mit Jennifer M. Harris: War by Other Means: Geoeconomics and Statecraft. Belknap, Cambridge 2016, ISBN 978-0-674-73721-1.